# Rivalité bulgaro-gréco-serbe en Macédoine
La rivalité bulgaro-gréco-serbe en Macédoine ou lutte pour la Macédoine (grec : Μακεδονικὸς Ἀγών/Makedhonikos Agon, macédonien : Борба за Македонија, serbe : Борба за Македонију) ou, pour les Bulgares, propagande armée grecque en Macédoine (bulgare : Гръцка въоръжена пропаганда в Македония) est un affrontement culturel, religieux et sporadiquement armé qui oppose, entre 1872 et 1912, les mouvements nationalistes rivaux en Macédoine, alors province européenne de l'Empire ottoman. Les Slaves de Macédoine sont revendiqués par la principauté de Bulgarie puis par le royaume de Serbie et les Hellénophones par le royaume de Grèce, chacun s'appuyant sur son clergé national et sur une organisation interne. Cette rivalité se conclut par le partage de la région lors des guerres balkaniques de 1912-1913.

## Grecs et Bulgares: une primauté contestée

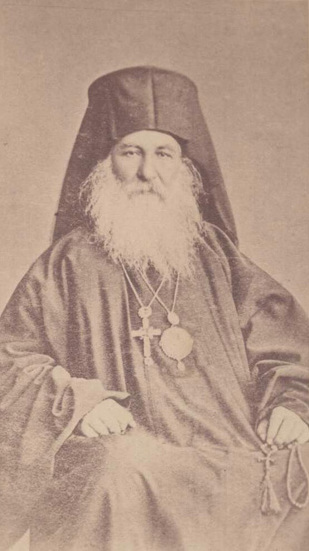
Hilarion de Makariopolis (avant 1875).

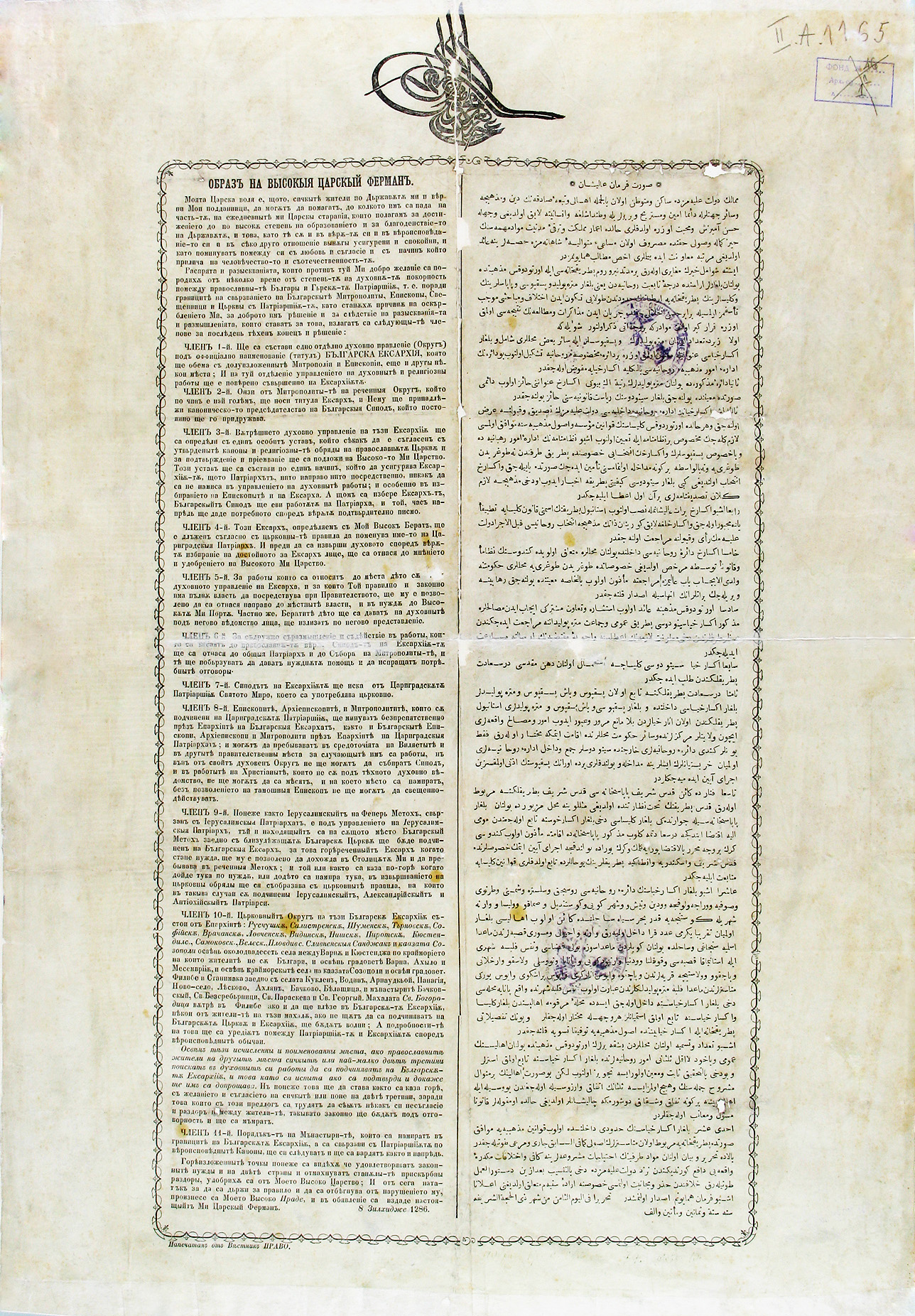
Firman du sultan Abdülaziz établissant l'exarchat bulgare, 1870.

Dans l'Empire ottoman musulman, les chrétiens orthodoxes, indistinctement, font partie de la nation confessionnelle des Rūm, et la partie européenne de l'Empire s'appelle Roumélie : « pays des Rūm » (Romées, en référence aux Romains d'Orient conquis par les Ottomans au XIVe siècle). Dans cet ensemble qui relève de la juridiction du Patriarcat œcuménique de Constantinople, les Grecs ont une certaine primauté sur les autres chrétiens et leur langue sert de lingua franca. De leur côté, les Bulgares avaient eu de 917 à 1018 et de 1235 à 1393 leurs propres églises autonomes, d'abord à Preslav, ensuite à Okhrid et pour finir à Veliko Trnovo ; ils avaient leur propre alphabet cyrillique et leur propre rituel slavon, également adoptés par les Russes. Soutenus par l'Empire russe notamment dans le cadre du « projet grec », les Bulgares obtiennent en 1849 une liturgie en slavon dans une église de Constantinople, mais surtout ils s'engagent dans le mouvement de la renaissance bulgare visant à retrouver leur autonomie religieuse et politique. En 1860, Hilarion de Makariopolis (en), évêque orthodoxe de Veliko Tarnovo, rompt avec le patriarcat grec en s'abstenant de citer le nom du patriarche pendant l'office de Pâques. Il est exilé en Anatolie mais le mouvement bulgare prend de l'ampleur et des affrontements éclatent dans les villages entre partisans du clergé grec ou bulgare.
En 1862, une « légion bulgare » est créée par Georgi Sava Rakovski pour soutenir la principauté du Monténégro et la principauté de Serbie contre les Ottomans, avec l'espoir d'obtenir le même statut d'autonomie pour les Bulgares. Mais la Légion est dissoute en 1863. Le mouvement national bulgare continue de se développer dans la clandestinité et en exil dans les principautés danubiennes,.
Le 10 mars 1870, un firman du sultan Abdülaziz crée un exarchat bulgare à Veliko Trnovo séparé du patriarcat grec, et donc une nation confessionnelle bulgare distincte de la grecque. Le clergé de l'exarchat de Trnovo est déclaré anathème par le patriarcat grec en 1872.

## La Macédoine disputée

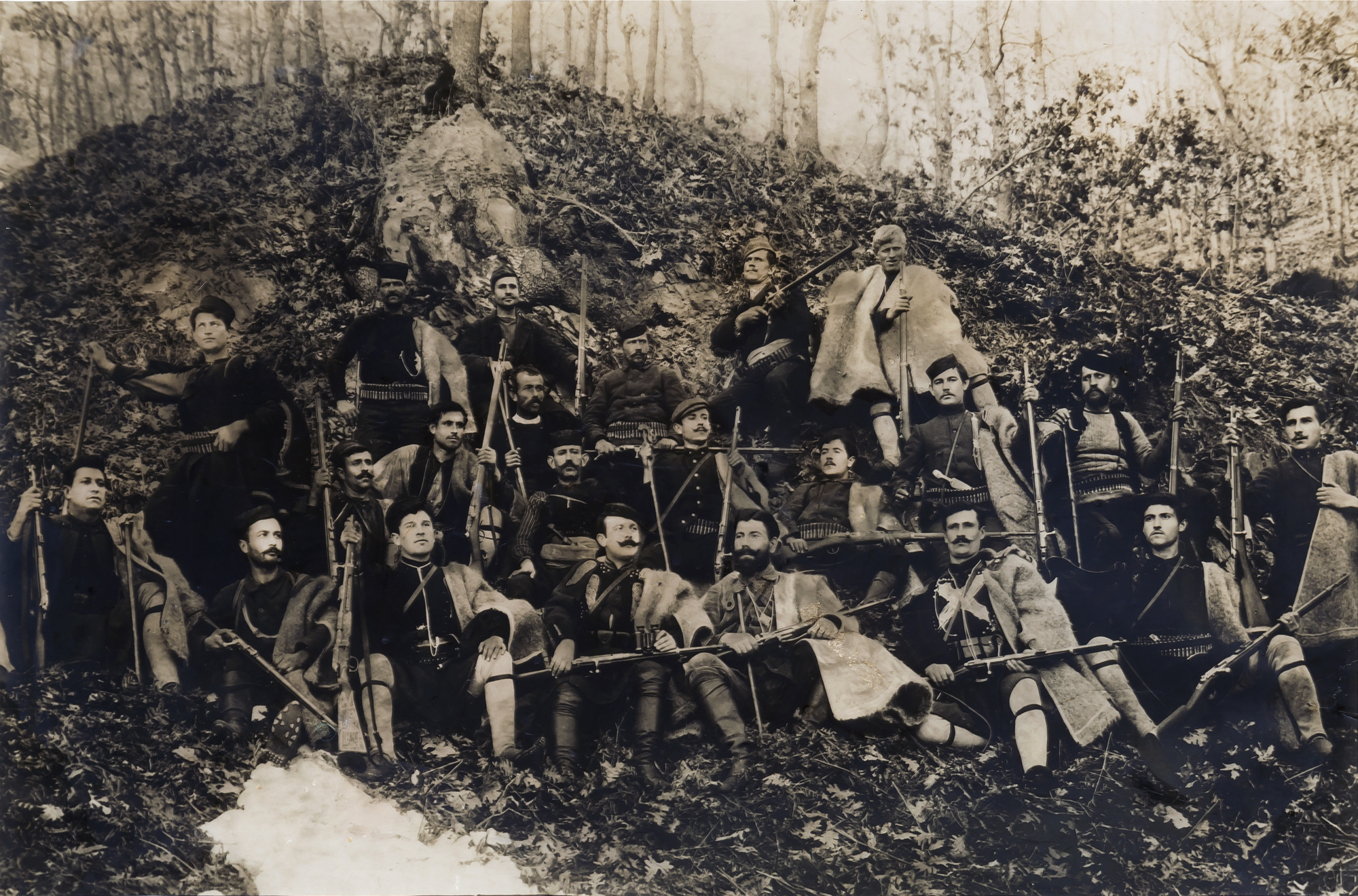
Groupe d'insurgés Grecs.

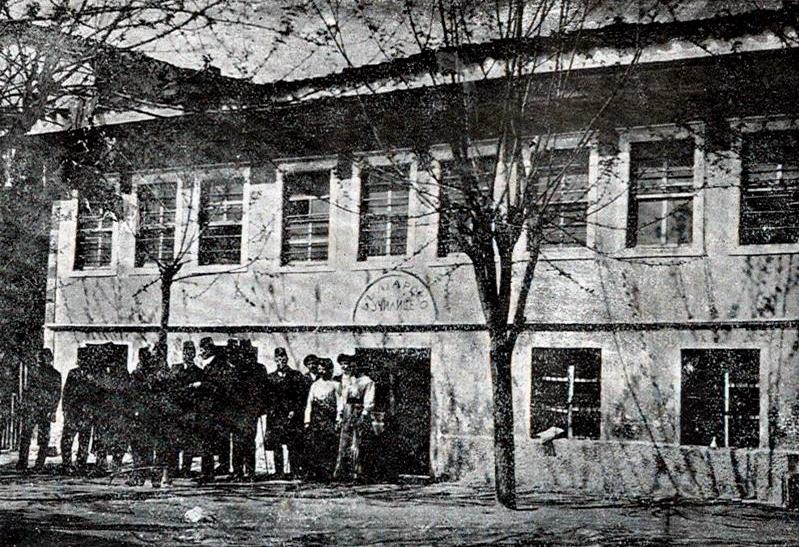
École bulgare à Édessa (Macédoine)

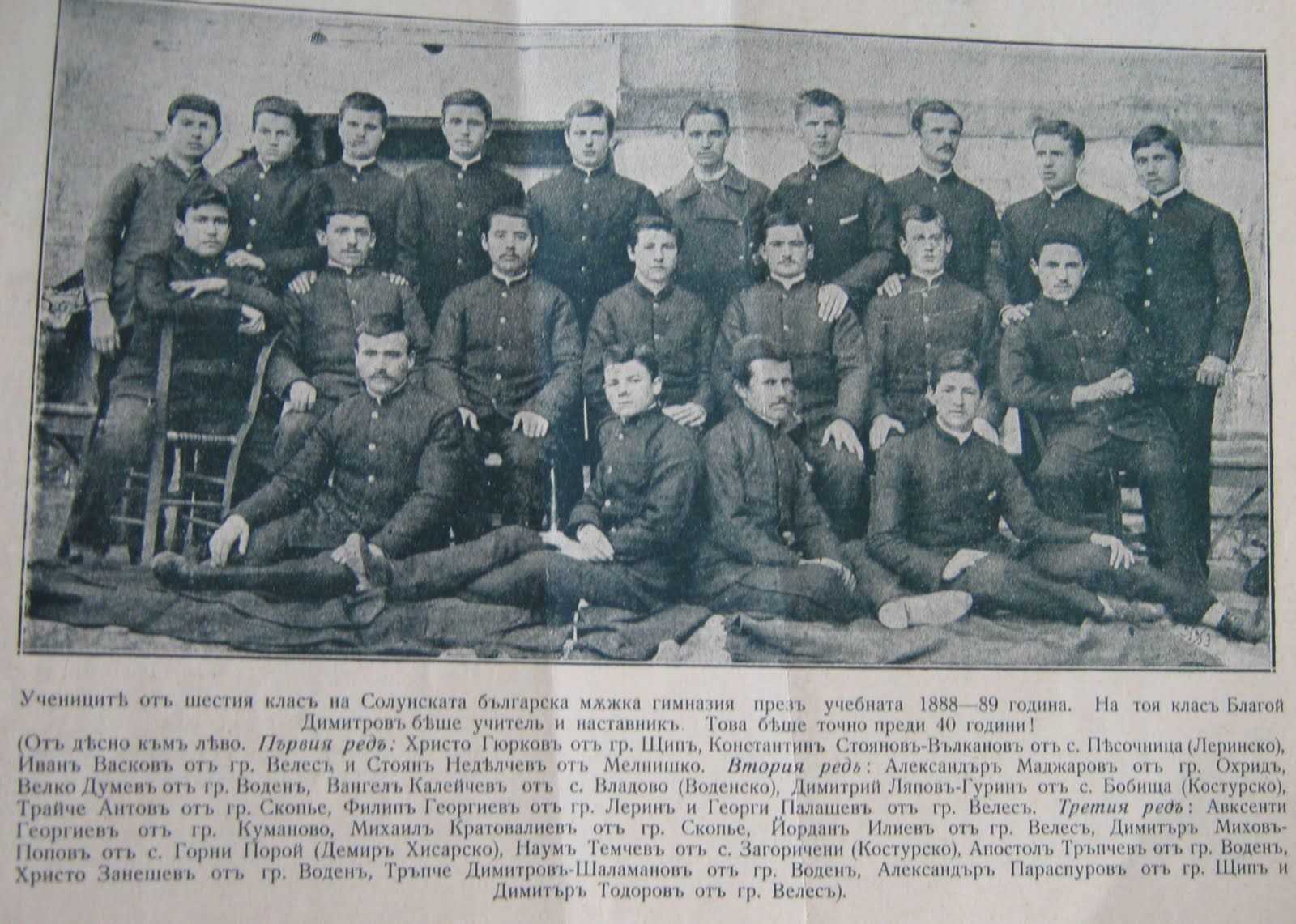
Élèves du lycée bulgare de Salonique, 1888-1889

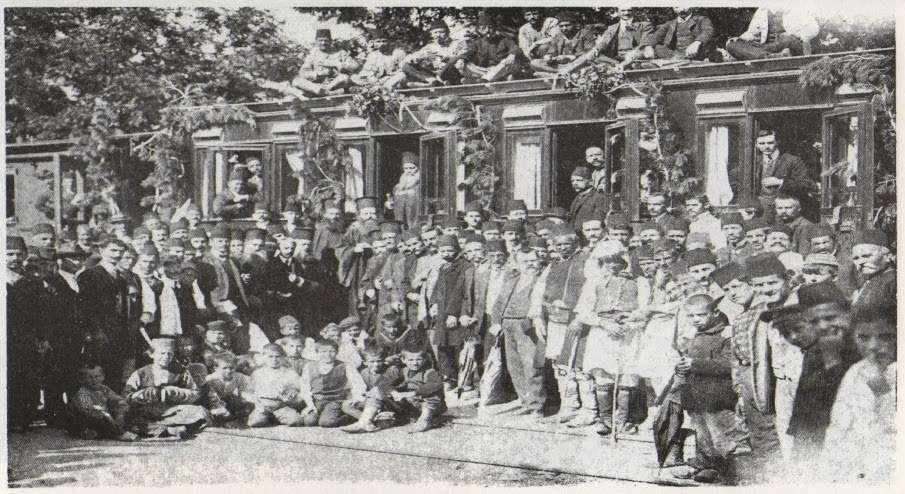
Arrivée de l'évêque Ioakim à Monastir, 1903

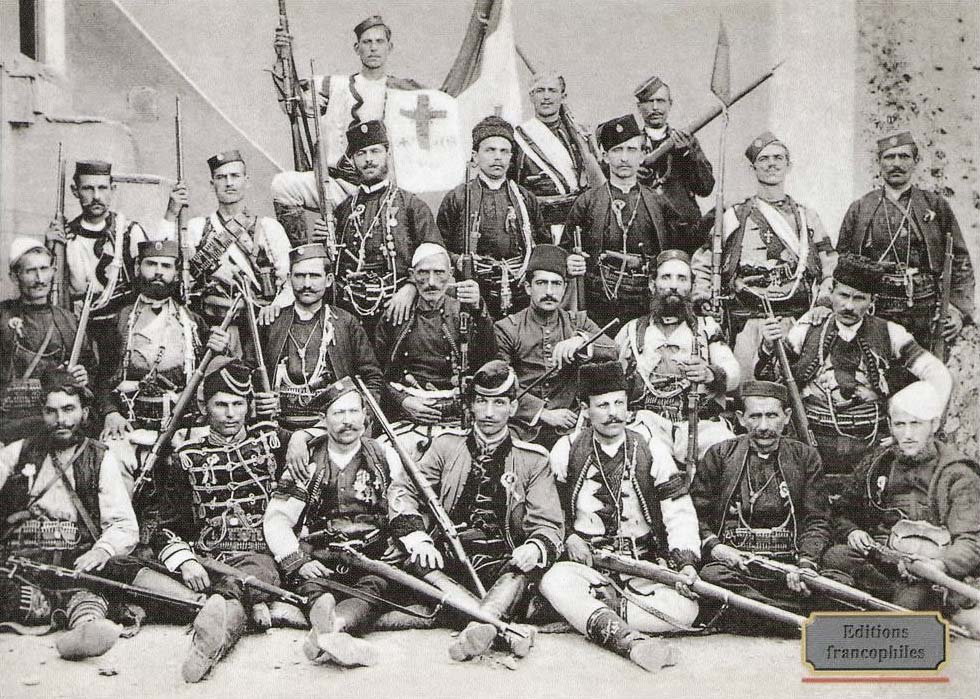
Tchetniks serbes de Macédoine, 1908

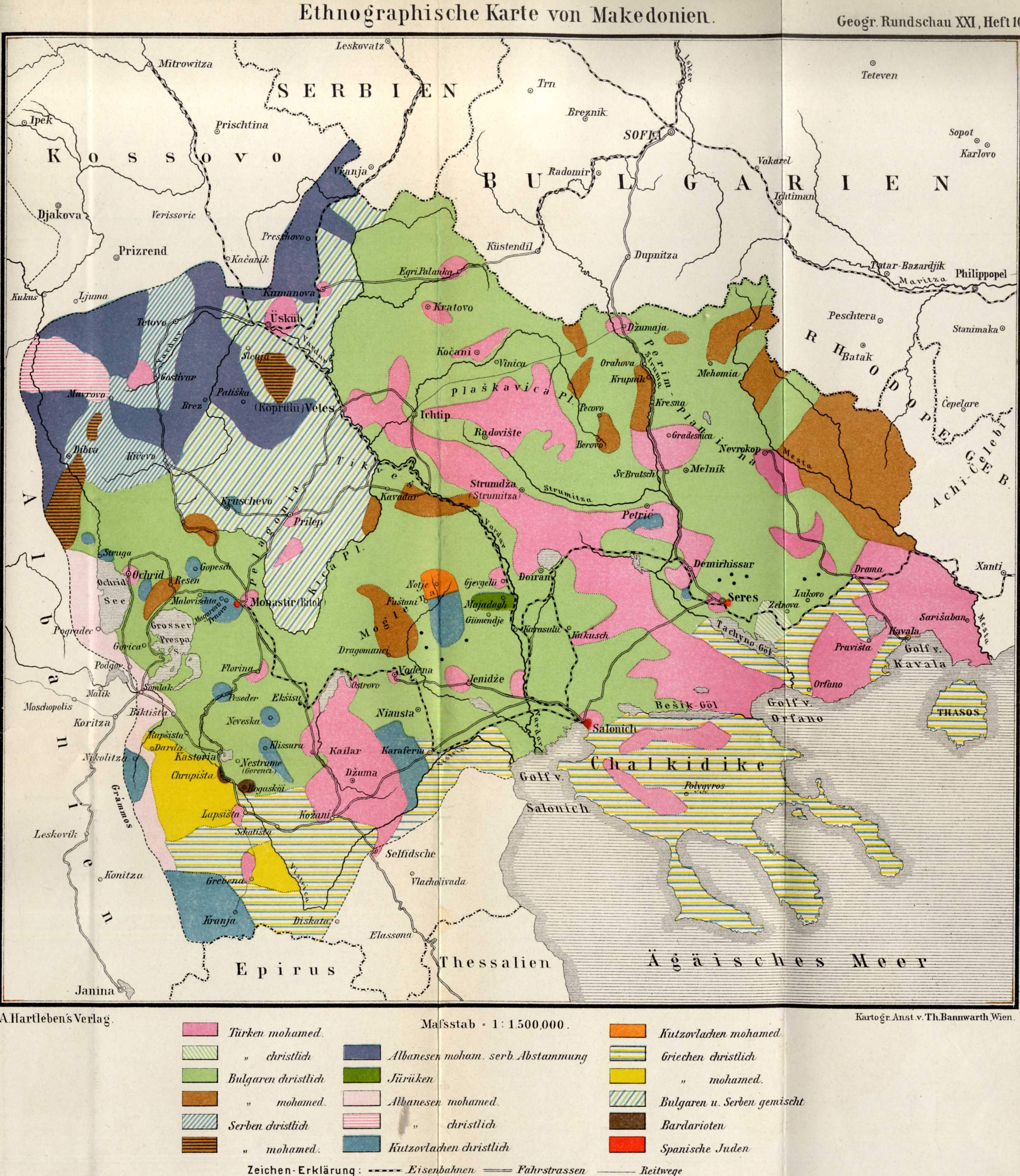
Ethnies en Macédoine : Albanais (bleu sombre), Serbes chrétiens (hachures diagonales bleues), Bulgares chrétiens (vert pâle), Turcs (rose), Slaves musulmans (brun), Valaques chrétiens (turquoise), Valaques musulmans (orange), Grecs musulmans (jaune), Grecs chrétiens (hachures horizontales jaunes), juifs (grecs, hispaniques ou turcs, rouge).

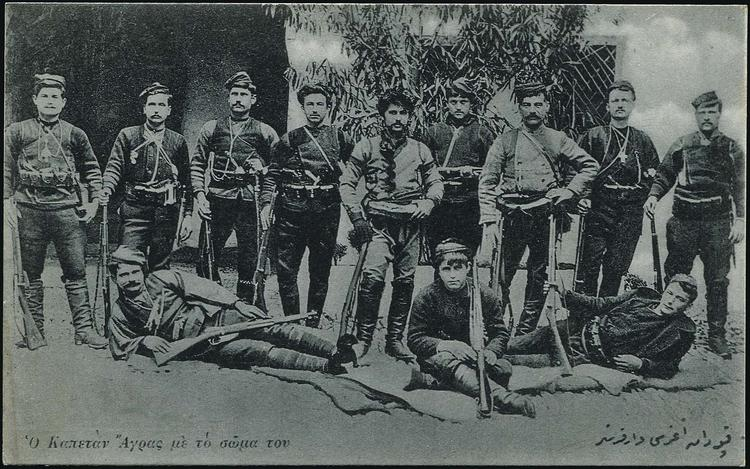
Groupe d'insurgés grecs de Macédoine commandé par Tellos Agras, v. 1906-1907

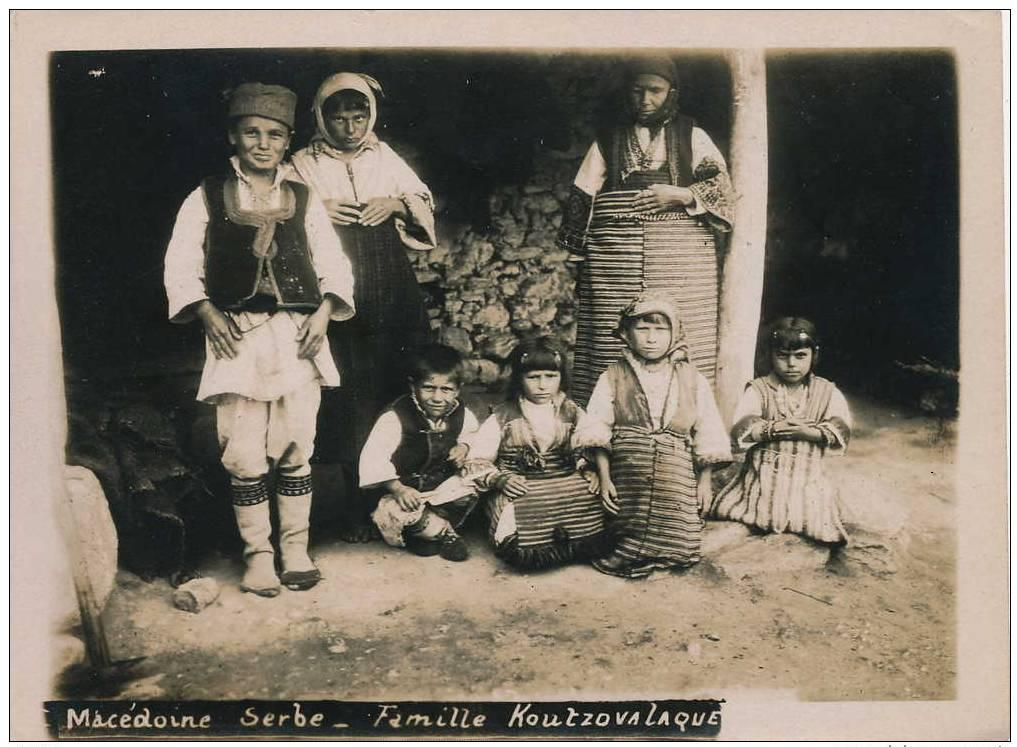
Enfants valaques de Macédoine, vers 1916-1918

L'insurrection bulgare d'avril 1876 qui entraîne une partie des Slaves de Macédoine, couplée avec l'insurrection de la Bosnie-Herzégovine, suivies d'une brutale répression ottomane, entraînent une nouvelle intervention des puissances européennes dans la question d'Orient. La guerre russo-turque de 1877-1878 est une défaite cuisante pour l'armée ottomane. L'Empire ottoman doit accepter le traité de San Stefano (3 mars 1878) qui établit une « grande Bulgarie » liée à la Russie, couvrant presque toute la Macédoine. Mais les puissances européennes n'acceptent pas ce traité qui établirait une hégémonie russe en Orient et bulgare dans les Balkans ; le traité de Berlin (13 juillet 1878) restitue à l'Empire ottoman les trois vilayets de Macédoine : vilayet du Kosovo (Skopje), Monastir et Salonique.
Pendant la guerre gréco-turque de 1897, le gouvernement ottoman, pour punir les Grecs, attribue les diocèses de Monastir, Debar et Stroumitsa à l'exarchat bulgare.
Un aspect plus paisible de la compétition entre mouvements nationaux est la scolarisation. Au début du XIXe siècle, neuf habitants de la Macédoine sur dix sont illettrés et l'enseignement chrétien n'existe qu'en langue grecque. En 1896, la Bulgarie finance 843 écoles avec 1 200 instituteurs et 32 000 élèves qui apprennent la langue et l'histoire bulgares. La principauté de Serbie, devenue royaume de Serbie en 1882, crée en 1885 la « société de saint Sava » pour propager la culture serbe : elle a 110 écoles en Macédoine en 1892 et 226 en 1907, plus 3 lycées à Skopje, Monastir et Salonique. De 70 000 à 80 000 Aroumains vivent aussi en Macédoine, revendiqués par les trois autres communautés mais parlant une langue romane orientale : le royaume de Roumanie finit par s'intéresser à eux et crée à son tour un réseau d'écoles roumaines. Dans une même famille macédonienne, il peut y avoir des fils « grecs » s'ils étudient à l'école grecque, « valaques » s'ils étudient à l'école roumaine, « bulgares » ou « serbes » s'ils sont inscrits aux écoles serbe ou bulgare.
Enfin, dans les années 1890, on voit apparaître une identité « slave macédonienne » ou « macédo-slave » distincte de l'identité bulgare ou serbe. L'Organisation révolutionnaire intérieure macédonienne (ORIM ou VMRO) est créée en 1893 et développe, avec le soutien de la Bulgarie, une lutte armée contre le pouvoir ottoman. Une rivalité parfois sanglante l'oppose aux rebelles grecs partisans de la Grande Idée. La lutte de l'ORIM aboutit à l'insurrection d'Ilinden en 1903. Le soulèvement est écrasé par les forces ottomanes au prix de 4 700 villageois massacrés et 12 000 maisons incendiées. Les puissances européennes s'indignent et obtiennent la création d'une gendarmerie internationale pour rétablir la paix dans la province.

## Démographie
Chaque communauté produit ses propres estimations démographiques, avec de fortes variations de l'une à l'autre. Les recensements ottomans distinguent uniquement les communautés religieuses : musulmans (groupés en un seul bloc), chrétiens du patriarcat grec ou de l'exarchat bulgare, alors que les autres groupes produisent des estimations sur base ethnique selon des critères variables.
|                     | Estimation bulgare (1900) | Estimation serbe (1900) | Estimation grecque (1904)(*) | Estimation ottomane (1906) |
| ------------------- | ------------------------- | ----------------------- | ---------------------------- | -------------------------- |
| Population totale   | 2 258 000                 | 2 870 000               | 1 724 000                    | n.c.                       |
| Bulgares            | 1 181 000                 | 57 600                  | 332 000                      | 626 000                    |
| Grecs               | 228 700                   | 201 100                 | 652 700                      | 623 000                    |
| Serbes              | 700                       | 2 048 000               | n.c.                         | n.c                        |
| Turcs/Musulmans(**) | 499 200                   | 231 000                 | 634 000                      | 1 145 000                  |
| Albanais            | 128 700                   | 165 000                 | n.c.                         | n.c.                       |
| Valaques            | 80 700                    | 69 600                  | 25 100                       | n.c.                       |
| Tsiganes            | 54 500                    | 28 700                  | 8 900                        | n.c.                       |
| Divers              | 16 500                    | 3 500                   | 18 600                       | n.c.                       |

(*) Estimation grecque sans le Kosovo
(**) Estimation ottomane regroupant tous les musulmans (Turcs, Albanais, etc.)

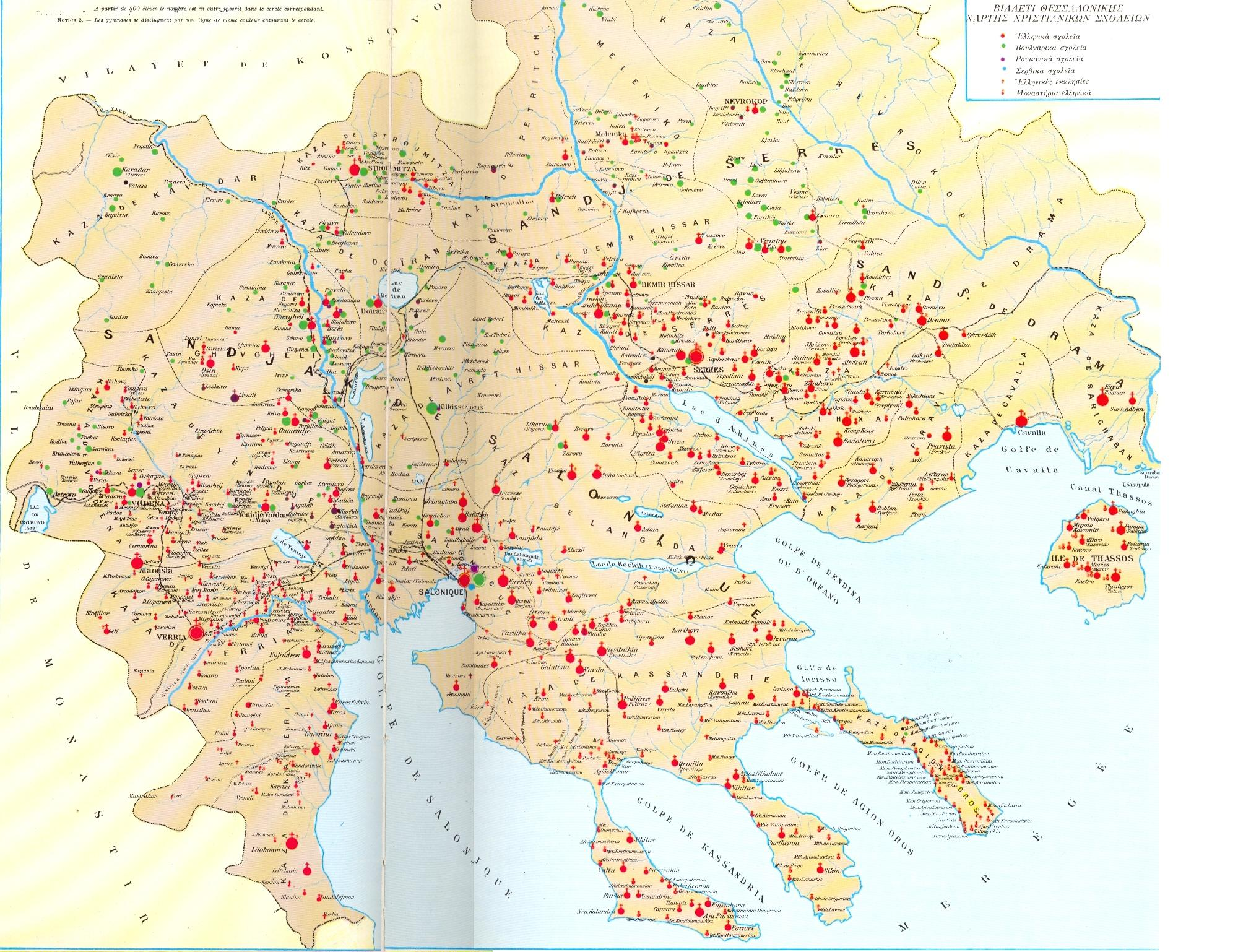
Les écoles chrétiennes dans le vilayet de Salonique, Instituto Geografico de Agostini, 1903 : écoles grecques (rouge), bulgares (vert), roumaines (violet) et serbes (bleu).